# Argelliers
Argelliers är en kommun i departementet Hérault i regionen Occitanien i södra Frankrike. Kommunen ligger i kantonen Aniane som tillhör arrondissementet Lodève. År 2022 hade Argelliers 971 invånare.

## Befolkningsutveckling
Antalet invånare i kommunen Argelliers
Referens:INSEE